# Martha Karua
Martha Wangari Karua (Comtat de Kirinyaga, 22 de setembre de 1957) és una política de Kenya. Durant molt temps va ser parlamentaria per al districte electoral de Gichugu, advocada en la Cort Suprema de Justícia de Kenya, i ministra de Justícia fins l'abril de 2009. Karua ha lluitat per a la protecció dels drets de les dones i per millorar els processos democràtics.

## Primers anys
Nascuda el 1957 al Comtat de Kirinyaga a la Província Central de Kenya, dins una família amb set germans més, i va ser criada al poble de Kimunye. Va estudiar a l'internat per noies Kabare, i a l'escola secundària de Kiburia abans d'obtenir el certificat d'estudis d'Àfrica Oriental a la Karoti Girls High School, al Comtat de Kirinyaga. Va estudiar dret a la Universitat de Nairobi de 1977 a 1980 i, entre 1980 i 1981, es va inscriure a l'Escola de Dret de Kenya per fer un curs de postgrau en llei estatutària, requisit per exercir l'advocacia al seu país.

## Carrera professional
Després de graduar-se, de l'any 1981 fins al 1987 Karua va treballar com a magistrada a diversos tribunals com els de Makadara, Nakuru i Kibera, on va ser reconeguda per la seva prudència a l'exercir. El 1987 va fundar el seu propi despatx d'advocats, el Martha Karua & Co, que va dirigir fins al 2002. Entre els casos que va litigar va estar el de judici per traïció de Koigi Wamwere i el del parlamentari de Kenya Mirugi Kariuki. En risc de ser inclosa en la llista negra del govern de Daniel Arap Moi, tot i així va defensar a diversos activistes pels drets humans. El seu treball va contribuir a fer prevaldre els drets de família, sobretot pel que fa al règim econòmic matrimonial.

## Carrera política
Karua fou membre dels moviments polítics d'oposició que van aconseguir la reintroducció de la democràcia multipartidista a Kenya a principis dels anys 1990. En aquells moments el país es trobava sota el marc del règim autoritari de la Unió Nacional Africana de Kenya (KANU), l'únic partit polític legalment reconegut, dirigit pel president Daniel Arap Moi.
Karua es va unir al partit Kenneth Matiba's Ford-Asili però va perdre la candidatura davant l'influent exdirector del Servei Públic, Geoffrey Kareithi. Se li va oferir una candidatura i suport pel Partit Democràtic de Kenya i, poc després, va guanyar en les eleccions generals de 1992 i es va convertir en parlamentària per la circumscripció de Gichugu, convertint-se en la primera dona advocada en ser elegida al parlament. També fou nomenada secretària d'assumptes jurídics del seu partit entre el 1992 i el 1997.
El 1998, Karua declinar el càrrec de ministre a l'ombra per a la Cultura i els Serveis Socials què entrava en conflicte amb el seu càrrec de secretària nacional per a Assumptes Constitucionals; va optar per dimitir també del seu lloc com a secretària Nacional. El 2001, quan es va presentar a la Cambra el projecte de llei de revisió constitucional, tota l'oposició amb l'excepció de Karua va abandonar el Parlament. El projecte de llei va ser rebutjat per l'oposició, així com per la societat civil, però Karua era de l'opinió que com a representants electes, en lloc d'abandonar, era més prudent quedar-se al Parlament i, des d'aquesta posició fer les objeccions per tal que quedessin enregistrades. Més tard va formar, al costat d'altres polítics, la coalició política National Rainbow Coalition (CNAK) que va guanyar les Eleccions generals de 2003, acabant amb l'hegemonia política de quatre dècades de la KANU.
Fins al 6 d'abril de 2009 va ser la ministre de Justícia, Cohesió Nacional i Afers Constitucionals; abans havia sigut ministre de Desenvolupament i Administració dels recursos hídrics i va estar al darrere de l'aprovació de la Llei Llei d'Aigües de 2002, el ritme de les reformes de l'aigua i la prestació de serveis a Kenya. Karua va romandre ministre de Justícia i Assumptes Constitucionals en el gabinet nomenat per Kibaki el 8 de gener de 2008, arran de la polèmica elecció de desembre de 2007. En una entrevista amb la BBC el gener 2008 Karua va dir, pel que feia a la crisi violenta que s'havia desenvolupat arran els resultats de les eleccions, si bé el govern havia anticipat que l'opositor Moviment Democràtic Taronja (ODM) de Raila Odinga podria «planejar disturbis si perdien», els havia agafat per sorpresa «la magnitud» dels fets, cridant a una violenta «neteja ètnica»; Odinga va qualificar aquestes acusacions com indignants.
Karua va encapçalar l'equip del govern en les negociacions amb l'oposició pel que fa a la disputa política resultat de la elecció. La crisi política es va resoldre, a la fi, amb un acord per compartir el poder entre Kibaki i Odinga. En el gabinet de coalició que es va anunciar el 13 d'abril de 2008, Karua va romandre en el seu lloc de ministre de Justícia, Cohesió Nacional i Afers Constitucionals. Va ser ratificada com a presidenta nacional del partit polític NARC-Kenya el 15 de novembre de 2008, no hi haguera pràcticament cap candidatura competitiva durant la convenció de delegats nacionals del partit en el Bomas de Kenya a Nairobi, com tots els funcionaris entre ells la Sra Karua estaven sent aprovades. Després de la seva elecció va declarar va declarar la seva intenció d'assolir la presidència en les eleccions del 2012 a Kenya.
Karua va renunciar com a Ministre de Justícia i Assumptes Constitucionals el 6 d'abril de 2009, adduint frustracions en l'exercici de les seves funcions. Un exemple clar de les seves frustracions va ser quan el president Mwai Kibaki va nomenar nous jutges sense el seu coneixement dies abans de la seva dimissió, quan ella havia demanat un procés de designació transparent. Fou la primera ministre a renunciar voluntàriament des de 2003.
Esdevinguda diputada, Karua es presentà a les eleccions presidencials de Kenya de 2013, en les quals se situà en el sisè lloc dels vuit candidats en la primera ronda; era sospitosa d'haver rebut fons de l'empresa British American Tobacco, afer més sensible encara en afectar una candidata anticorrupció. Després de mantenir un perfil públic i polític baix durant un temps, va reaparèixer manifestant les seves intencions de presentar-se a les Eleccions generals de Kenya de 2017, en les quals està previst que el president Uhuru Kenyatta també es presenti per tal de ser reelegit.